# Amours célèbres
Amours célèbres is een Franse anthologiefilm uit 1961, gerealiseerd door Michel Boisrond. De film vertelt het verhaal van vier afzonderlijke amoureuze episodes uit de geschiedenis. Het is een kleurenfilm in breedbeeldformaat (Dyaliscope, vergelijkbaar met Panavision).
De film is gebaseerd op de gelijknamige stripverhalen, geschreven door Paul Gordeaux, die in de Franse krant France-Soir verschenen. Een heleboel steracteurs uit de toenmalige Franse filmscène speelden een rol in deze film.

## De sketches
1. Lauzun speelt zich af aan het hof van de zonnekoning Louis XIV (gespeeld door Philippe Noiret). De hertog van Lauzun (Jean-Paul Belmondo) is verliefd op de mooie madame de Monaco (Dany Robin). Maar Louis XIV heeft ook een oogje op haar laten vallen. Op een avond draagt hij zijn trouwe dienaar Champagne op om de dame naar zijn privé-vertrekken te brengen. Lauzun ontdekt dit en kan het plan van de koning nog dwarsbomen.
2. Jenny de Lacour: rond 1880 wordt de courtisane Jenny (Simone Signoret) verliefd op de veel jongere René (Pierre Vaneck). Opdat hij niet voor andere knappe vrouwen zou vallen wil ze hem blind maken door bijtend zuur in zijn gezicht te gooien. Haar plan wordt echter door de politie verijdeld.
3. Agnès Bernauer: in het vijftiende-eeuwse Beieren wordt de troonopvolger Albert van Wittelsbach (Alain Delon) verliefd op het mooie plattelandsmeisje Agnès (Brigitte Bardot). Ze trouwen in het geheim, en dit zeer tegen de zin van zijn vader. Het komt tot een gewapend conflict tussen hen beiden. Daarin wordt Agnès ontvoerd en ter dood veroordeeld wegens hekserij. Ze wordt met een steen rond haar nek in de rivier geworpen. Albert springt haar achterna om haar te redden maar beiden worden door de stroming meegevoerd.
4. Les Comédiennes: In het Parijse theater van Talma, ten tijde van Napoleon Bonaparte wordt de gevierde actrice Mademoiselle Raucourt (Edwige Feuillère) in de schaduw gesteld door de nieuwe ster Mademoiselle Duchesnois (Annie Girardot). Bovendien blijkt haar minnaar, baron de Jonchère (Jean Desailly) te zwichten voor de charmes van haar rivale. Om hen te dwarsbomen leidt ze haar leerlinge, Mademoiselle George (Marie Laforêt) op tot een nieuwe jonge actrice die de grootste triomfen zal oogsten.

## Rolverdeling
Lauzun
| Acteur             | Personage                          |
| ------------------ | ---------------------------------- |
| Jean-Paul Belmondo | Lauzun                             |
| Dany Robin         | Mme de Monaco                      |
| Philippe Noiret    | Louis XIV                          |
| Michel Galabru     | Champagne, de knecht van de koning |
| Liliane Brousse    | Madame de Montespan                |

Jenny de Lacour
| Acteur          | Personage        |
| --------------- | ---------------- |
| Simone Signoret | Jenny de Lacour  |
| Pierre Vaneck   | René de La Roche |

Agnès Bernauer
| Acteur             | Personage                         |
| ------------------ | --------------------------------- |
| Brigitte Bardot    | Agnès Bernauer                    |
| Alain Delon        | hertog Albert van Beieren         |
| Jean-Claude Brialy | Eric Torring                      |
| Pierre Brasseur    | Groothertog Ernest                |
| Michel Etcheverry  | Gaspard Bernauer, vader van Agnès |
| Suzanne Flon       | Markgravin Ursula                 |

Les comédiennes
| Acteur           | Personage                |
| ---------------- | ------------------------ |
| Edwige Feuillère | Mademoiselle Raucourt    |
| Annie Girardot   | Mademoiselle Duchesnois  |
| Jean Desailly    | baron Adrien de Jonchère |
| Pierre Dux       | Talma                    |
| Marie Laforêt    | Mademoiselle Georges     |
| Daniel Ceccaldi  | Antonio Villa            |

## Opmerking
Het verhaal van de episode Agnès Bernauer was reeds eerder verfilmd in 1952 onder de titel Le jugement de Dieu door Raymond Bernard.